# Soleidys Rengel
Soleidys Rengel (Aragua de Maturín, Estado Monagas, Venezuela, 3 de diciembre de 1993) es una futbolista venezolana profesional que se desempeña en el terreno de juego como defensa y su actual equipo es el Deportivo Anzoátegui de la Liga Nacional de Fútbol Femenino de Venezuela.

## Clubes
| Club                   | País      | Año           |
| ---------------------- | --------- | ------------- |
| Unión Atlético Piar    | Venezuela | 2009-2010     |
| Caracas FC             | Venezuela | 2011-2013     |
| Estudiantes de Guárico | Venezuela | 2013-2014     |
| Deportivo Anzoátegui   | Venezuela | 2014-presente |

## Palmarés
- Campeonato Sudamericano Femenino Sub-17 de 2013 - Campeona
- Copa Mundial Femenina de Fútbol Sub-17 de 2014 - Cuarto lugar
- Centroamericanos y del Caribe 2014 - Cuarto lugar